# Банк Кабо-Верде
Банк Кабо-Верде (порт. Banco de Cabo Verde) —— центральний банк Кабо-Верде.

## Історія
У 1865 році на острові Сантьягу відкрито відділення португальського Національного заморського банку — перша банківська установа на території сучасного Кабо-Верде.
29 вересня 1975 року ухвалений закон про створення державного Банку Кабо-Верде.